# Zesticelus profundorum
Zesticelus profundorum är en fiskart som först beskrevs av Gilbert, 1896.  Zesticelus profundorum ingår i släktet Zesticelus och familjen simpor. Inga underarter finns listade i Catalogue of Life.